# Lago Lama
Il lago Lama (in russo озеро Лама?) è un lago della Russia, situato nella parte nord-occidentale dell'altopiano Putorana. Dal punto di vista amministrativo si trova nel Tajmyrskij rajon del Territorio di Krasnojarsk, nel Circondario federale della Siberia. La punta occidentale del lago si trova a 70 km dalla città di Noril'sk.
Il nome del lago deriva dalla parola manciù-tungusa laamu (mare, oceano) o da quella evenki lama (mare, grande acqua).
Il lago Lama fu mappato per la prima volta in modo accurato da Nikolaj Urvancev e S. D. Bazanov durante la spedizione di Noril'sk del 1921.

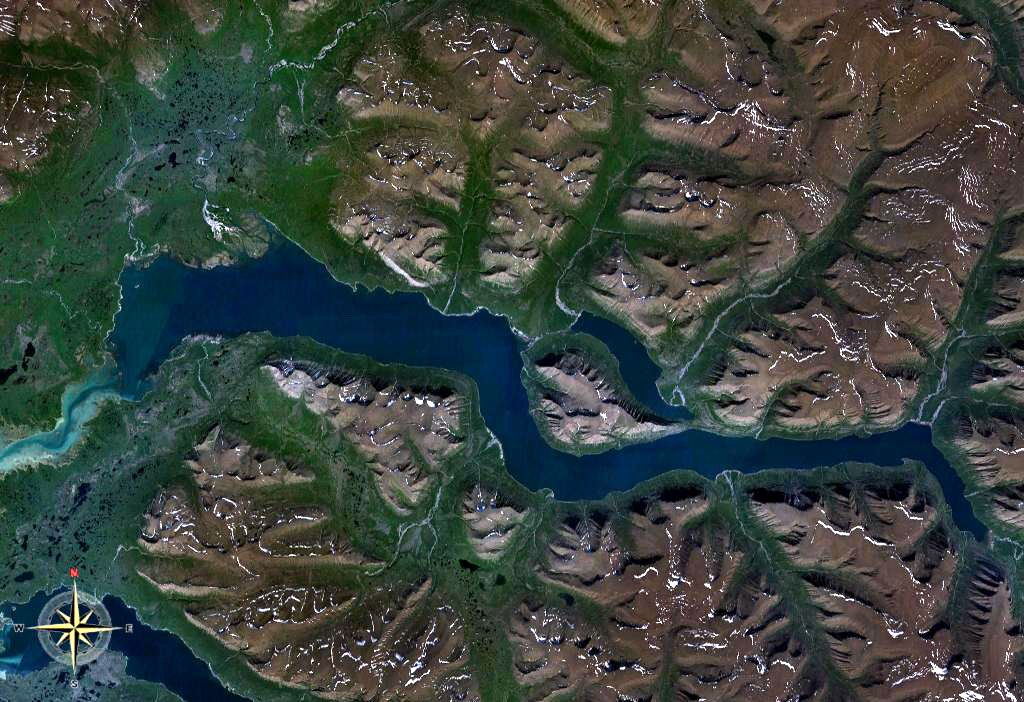
Immagine satellitare del lago Lama (è visibile al centro anche il lago Kapčuk).

## Geografia
Il lago, che ha una lunghezza di 70 km e una larghezza di 10 km, ha una superficie di 318 km² e un volume di circa 50 km³. Si trova a un'altezza di 45 m s.l.m. È il settimo lago per grandezza del Territorio di Krasnojarsk e il terzo dell'altopiano Putorana dopo il lago Chantajskoe e il lago Keta. Il Lama è caratterizzato da una grande profondità (208 metri e forse di più). Il piccolo fiume Lama, lungo solo 17 km, fa defluire le sue acque nel vicino lago Melkoe (a sud-ovest). Acque che poi, attraverso il fiume Noril'skaja raggiungono il lago Pjasino.
Il lago Lama è alimentato da numerosi fiumi di montagna. La sua costa rocciosa è leggermente frastagliata e lunga circa 200 km. Il ghiaccio blocca il lago ai primi di novembre e la durata del congelamento è di 200-220 giorni.
Nella parte centro-settentrionale del lago, racchiuso dalla penisola Kamennyj e parallelo al Lama, si trova il lago Kapčuk (озеро Капчук). A sud, al di là dei monti Lamskie (Ламские горы), si trova il lago Glubokoe.

### Fauna
Il lago è ricco di pesci, ci sono circa 20 specie diverse, tra cui: salmerino, nelma, muksun, salmone rosa, luccio e Thymallinae.

## Storia
Nel 1941, fu allestito sulla riva del lago un luogo di prigionia per capi politici e militari degli Stati baltici, annessi all'URSS. Nel 1990, è stato eretto in loco un monumento commemorativo.
Sul lago Lama, nelle vicinanze di capo Tonkij (мыс Тонкий), nel 1975 e nel 1977, furono condotte dal Ministero della geologia dell'URSS due esplosioni nucleari sotterranee (a più di 800 m) con una capacità rispettivamente di 7,6 e 13 chilotoni.